# X-Men (filmserie)
X-Men är en filmserie och ett delat fiktivt universum, som består av olika superhjältar. Filmerna är baserade på seriebolaget Marvel Comics serier om X-Men. 
Filmerna ingår inte i Marvel Cinematic Universe eftersom filmrättigheterna bara tillhör 20th Century Fox.

## Utveckling
Redan på 1980-talet påbörjades försök att utveckla en filmversion av serien "X-Men". Filmbolaget Carolco ägde rättigheterna och erbjöd musikern Glenn Danzig rollen som Wolverine i vad som skulle ha varit en lågbudgetfilm baserad på serien. Det blev dock inget av detta och det kom att dröja till år 2000 innan X-Men gjorde sin debut på vita duken.

## Filmer i serien
| Titel                      | Biopremiär       | Regissör       | Författare                                                       | Producent                                                           |         |
| Släppta                    | Släppta          | Släppta        | Släppta                                                          | Släppta                                                             | Släppta |
| -------------------------- | ---------------- | -------------- | ---------------------------------------------------------------- | ------------------------------------------------------------------- | ------- |
| X-Men                      | 14 juli 2000     | Bryan Singer   | David Hayter                                                     | Lauren Shuler Donner & Ralph Winter                                 |         |
| X-Men 2                    | 2 maj 2003       | Bryan Singer   | Michael Dougherty, Dan Harris & David Hayter                     | Lauren Shuler Donner & Ralph Winter                                 |         |
| X-Men: The Last Stand      | 26 maj 2006      | Brett Ratner   | Simon Kinberg & Zak Penn                                         | Lauren Shuler Donner, Ralph Winter & Avi Arad                       |         |
| X-Men Origins: Wolverine   | 1 maj 2009       | Gavin Hood     | David Benioff & Skip Woods                                       | Lauren Shuler Donner, Ralph Winter, Hugh Jackman & John Palermo     |         |
| X-Men: First Class         | 3 juni 2011      | Matthew Vaughn | Ashley Edward Miller, Zack Stentz, Jane Goldman & Matthew Vaughn | Lauren Shuler Donner, Bryan Singer, Simon Kinberg & Gregory Goodman |         |
| The Wolverine              | 26 juli 2013     | James Mangold  | Mark Bomback & Scott Frank                                       | Lauren Shuler Donner & Hutch Parker                                 |         |
| X-Men: Days of Future Past | 23 maj 2014      | Bryan Singer   | Simon Kinberg                                                    | Lauren Shuler Donner, Bryan Singer, Simon Kinberg & Hutch Parker    |         |
| Deadpool                   | 12 februari 2016 | Tim Miller     | Rhett Reese & Paul Wernick                                       | Lauren Shuler Donner, Simon Kinberg & Ryan Reynolds                 |         |
| X-Men: Apocalypse          | 27 maj 2016      | Bryan Singer   | Simon Kinberg                                                    | Lauren Shuler Donner, Simon Kinberg, Bryan Singer & Hutch Parker    |         |
| Logan                      | 3 mars 2017      | James Mangold  | Scott Frank, James Mangold & Michael Green                       | Lauren Shuler Donner, Simon Kinberg & Hutch Parker                  |         |
| Deadpool 2                 | 18 maj 2018      | David Leitch   | Rhett Reese, Paul Wernick & Ryan Reynolds                        | Lauren Shuler Donner, Simon Kinberg & Ryan Reynolds                 |         |
| X-Men: Dark Phoenix        | 7 juni 2019      | Simon Kinberg  | Simon Kinberg                                                    | Simon Kinberg, Hutch Parker, Lauren Shuler Donner & Todd Hallowell  |         |
| The New Mutants            | 28 augusti 2020  | Josh Boone     | Josh Boone & Knate Lee                                           | Simon Kinberg, Karen Rosenfelt & Lauren Shuler Donner               |         |

### X-Men(2000)
Regissören Bryan Singer kontaktades av filmbolaget 20th Century Fox efter att hans film De misstänkta blivit en kritikersuccé. Fox ville att Singer skulle regissera en filmversion av "X-Men", men då Singer aldrig läst serien tackade han nej. Efter att ha övertalats av sin kollega Tom DeSanto och fått veta mer om serien tackade han ja och arbetade fram grundberättelsen för det som skulle bli den första X-Men filmen. X-Men är en mycket omtyckt filmserie.

### X2: X-Men United(2003)
Mutanterna drabbas av ytterligare fördomar från omgivningen efter att en attack mot regeringstjäntemän gjorts av personer som misstänks vara mutanter. Professor X skola attackeras och mutanterna tvingas att fly. Magneto bildar en tillfällig allians med Professor X, samtidigt åker Wolverine norrut för att undersöka ledtrådar om sitt förflutna.

### X-Men: The Last Stand(2006)
Läkemedelsföretaget Worthington Labs har utvecklat ett botemedel som kan bota mutanter från deras olikheter och krafter, och linjer är dragna mellan X-Men och Magnetos 'Brotherhood'. För första gången har mutanterna nu ett val: att fortsätta leva med sina krafter trots att det isolerar dem från omvärlden, eller ge upp mutantkrafterna och bli vanliga människor. 

### X-Men Origins: Wolverine(2009)
Historien om Wolverine tidiga liv, i synnerhet hans tid med regeringstruppen och den inverkan det har på hans senare år.

### X-Men: First Class(2011)
X-Men: First Class handlar om hur de två bästa vännerna Charles Xavier (James McAvoy) och Erik Lehnsherr (Michael Fassbender) sida vid sida tillsammans med andra mutanter kämpade för att rädda världen från en säker undergång och kom ut på andra sidan som fiender. Filmen visar hur Marvel-serien X-Men började.

### The Wolverine(2013)
Efter händelserna i X-Men: The Last Stand reser Logan till Japan. Han möter även en bekant person från sitt förflutna.

### X-Men: Days of Future Past(2014)
Kitty Pryde använder sina krafter för att skicka Wolverine tillbaka i tiden där han möter de yngre mutanterna, bland annat Professor X, Magneto och Mystique. Under tiden händer det något dåligt med Kitty, så de andra X-Men måste hitta en mutant som kan hjälpa deras vän att komma tillbaka till framtiden.

### Deadpool(2016)
I samma universum som X-Men, så kom en film år 2016 om antihjälten Wade Wilson, mer känd som Deadpool. Filmen handlar inte, som många andra filmer om saker som kan påverka många personer i filmerna, utan istället så fokuserar filmen endast på Deadpool själv och problem han stöter på i sitt liv, och hur Wade blir till Deadpool genom att bli torterad av forskaren Ajax, som han letar efter resten av filmen.

### X-Men: Apocalypse(2016)
Bryan Singer meddelade under 2014 att han skulle regissera uppföljaren till Days of Future Past. Filmen hade premiär i maj 2016.

### Logan – The Wolverine(2017)
Logan – The Wolverine är en amerikansk superhjältefilm om Marvel Comics-figuren Wolverine, i regi av James Mangold. Filmen är den sista i serien med Hugh Jackman i huvudrollen. Den är uppföljaren till X-Men Origins: Wolverine och The Wolverine, samt den tionde delen i filmserien. Den hade premiär den 1 mars 2017 i Sverige.
I en nära framtid tar en sliten Logan hand om en sjuk Professor X, i en gömma nära den mexikanska gränsen. Men Logans försök att hålla sig undangömd från världen och sitt förflutna ställs plötsligt på sin spets när en ung mutant anländer och som visar sig förföljas av mörka krafter.

### Deadpool 2(2018)
Efter en personlig tragedi skapar Deadpool X-Force för att rädda en ung mutant from den tidsresande soldaten Cable.
Deadpool 2 är en amerikansk superhjältefilm om Marvel Comics-figuren Deadpool, i regi av David Leitch & är uppföljaren till Deadpool. Filmen  hade premiär den 16 maj 2018 i Sverige & fick ett positivt bemötande.

### X-Men: Dark Phoenix(2019)
Nio år efter X-Men: Apocalypse, är X-men hjältar som går på mer riskabla uppdrag. När en soleruption träffar Jean Grey under ett räddningsuppdrag i rymden, tappar hon kontroll av sina krafter och släpper lös "the phoenix".
X-Men: Dark Phoenix är en amerikansk superhjältefilm, i manus & regi av Simon Kinberg. Den är den sjunde X-men filmen och är uppföljaren till X-Men: Apocalypse. Filmen hade premiär den 5 juni 2019 i Sverige och fick ett negativt bemötande från kritiker.

### The New Mutants(2020)
Fem mutanter börjar upptäcka sina krafter medan de hålls inom en hemlig anläggning mot sin vilja. De kommer att behöva kämpa för att kunna fly från sina gamla synder och rädda sig själva.

## Huvudfigurer
| Karaktär                            | Film             | Film             | Film                  | Film                     | Film                                     | Film                    | Film                                  | Film               | Film               | Film                  | Film                    | Film                |  |
| Karaktär                            | X-Men            | X2: X-Men United | X-Men: The Last Stand | X-Men Origins: Wolverine | X-Men: First Class                       | The Wolverine           | X-Men: Days of Future Past            | Deadpool           | X-Men: Apocalypse  | Logan – The Wolverine | Deadpool 2              | X-Men: Dark Phoenix |  |
| ----------------------------------- | ---------------- | ---------------- | --------------------- | ------------------------ | ---------------------------------------- | ----------------------- | ------------------------------------- | ------------------ | ------------------ | --------------------- | ----------------------- | ------------------- |  |
| James "Logan" Howlett / Wolverine   | Hugh Jackman     | Hugh Jackman     | Hugh Jackman          | Hugh Jackman             | Hugh Jackman                             | Hugh Jackman            | Hugh Jackman                          | (endast fotografi) | Hugh Jackman       | Hugh Jackman          |                         |                     |  |
| Charles Xavier / Professor X        | Patrick Stewart  | Patrick Stewart  | Patrick Stewart       | Patrick Stewart          | James McAvoy                             | Patrick Stewart (cameo) | Patrick Stewart James McAvoy          |                    | James McAvoy       | Patrick Stewart       | James McAvoy (cameo)    | James McAvoy        |  |
| Erik Lehnsherr / Magneto            | Ian McKellen     | Ian McKellen     | Ian McKellen          |                          | Michael Fassbender                       | Ian McKellen (cameo)    | Ian McKellen Michael Fassbender       |                    | Michael Fassbender |                       |                         | Michael Fassbender  |  |
| Ororo Munroe / Storm                | Halle Berry      | Halle Berry      | Halle Berry           |                          | Elizabeth Wright                         |                         | Halle Berry                           |                    | Alexandra Shipp    |                       | Alexandra Shipp (cameo) | Alexandra Shipp     |  |
| Scott Summers / Cyclops             | James Marsden    | James Marsden    | James Marsden         | Tim Pocock               |                                          |                         | James Marsden (cameo)                 |                    | Tye Sheridan       |                       | Tye Sheridan (cameo)    | Tye Sheridan        |  |
| Jean Grey / Phoenix                 | Famke Janssen    | Famke Janssen    | Famke Janssen         |                          |                                          | Famke Janssen           | Famke Janssen                         |                    | Sophie Turner      |                       |                         | Sophie Turner       |  |
| Marie D'Ancanto / Rogue             | Anna Paquin      | Anna Paquin      | Anna Paquin           |                          |                                          |                         | Anna Paquin                           |                    |                    |                       |                         |                     |  |
| Raven Darkholme / Mystique          | Rebecca Romijn   | Rebecca Romijn   | Rebecca Romijn        |                          | Jennifer Lawrence Rebecca Romijn (cameo) |                         | Jennifer Lawrence                     |                    | Jennifer Lawrence  |                       |                         | Jennifer Lawrence   |  |
| Bobby Drake / Iceman                | Shawn Ashmore    | Shawn Ashmore    | Shawn Ashmore         |                          |                                          |                         | Shawn Ashmore                         |                    |                    |                       |                         |                     |  |
| John Allerdyce / Pyro               | Alexander Burton | Aaron Stanford   | Aaron Stanford        |                          |                                          |                         |                                       |                    |                    |                       |                         |                     |  |
| Katherine "Kitty" Pryde / Shadowcat | Sumela Kay       | Katie Stuart     | Ellen Page            |                          |                                          |                         | Ellen Page                            |                    |                    |                       |                         |                     |  |
| Dr. Henry "Hank" McCoy / Beast      |                  | Steve Bacic      | Kelsey Grammer        |                          | Nicholas Hoult                           |                         | Nicholas Hoult Kelsey Grammer (cameo) |                    | Nicholas Hoult     |                       | Nicholas Hoult (cameo)  | Nicholas Hoult      |  |
| William Stryker                     |                  | Brian Cox        |                       | Danny Huston             |                                          |                         | Josh Helman                           |                    | Josh Helman        |                       |                         |                     |  |
| Peter Rasputin / Colossus           |                  | Daniel Cudmore   | Daniel Cudmore        |                          |                                          |                         | Daniel Cudmore                        | Stefan Kapičić     |                    |                       | Stefan Kapičić          |                     |  |
| Alex Summers / Havok                |                  |                  |                       |                          | Lucas Till                               |                         | Lucas Till                            |                    | Lucas Till         |                       |                         |                     |  |
| Wade Wilson / Deadpool              |                  |                  |                       | Ryan Reynolds            |                                          |                         |                                       | Ryan Reynolds      |                    |                       | Ryan Reynolds           |                     |  |
| Moira MacTaggert                    |                  |                  | Olivia Williams       |                          | Rose Byrne                               |                         |                                       |                    | Rose Byrne         |                       |                         |                     |  |
| Laura Kinney / X-23                 |                  |                  |                       |                          |                                          |                         |                                       |                    |                    | Dafne Keen            |                         |                     |  |

## Framtid
20th Century Foxs kreativa konsult för filmer baserade på Marvel Comics, Mark Millar, uppgav att den kommande Rebooten av Fantastic Four kommer att utspela sig i samma universum som X-Men filmerna. Manusförfattaren Simon Kinberg har sagt att det planeras att skapa en Marvel Cinematic Universe-stil i deras filmuniversum.

### X-Force
Jeff Wadlow anlitades för att skriva manus åt en X-Men-spinoff. Konsulten Mark Millar sade att filmen kommer att innehålla fem karaktärer som huvudpersoner.

## Produktion
| Roll         | Film                                  | Film                                                            | Film                                       | Film                                                                     | Film                                                                                     | Film                                       | Film                                                         | Film                                             | Film                                                         |                                                 |
| Roll         | X-Men                                 | X2: X-Men United                                                | X-Men: The Last Stand                      | X-Men Origins: Wolverine                                                 | X-Men: First Class                                                                       | The Wolverine                              | X-Men: Days of Future Past                                   | Deadpool                                         | X-Men: Apocalypse                                            | Logan                                           |
| ------------ | ------------------------------------- | --------------------------------------------------------------- | ------------------------------------------ | ------------------------------------------------------------------------ | ---------------------------------------------------------------------------------------- | ------------------------------------------ | ------------------------------------------------------------ | ------------------------------------------------ | ------------------------------------------------------------ | ----------------------------------------------- |
| Regissör     | Bryan Singer                          | Bryan Singer                                                    | Brett Ratner                               | Gavin Hood                                                               | Matthew Vaughn                                                                           | James Mangold                              | Bryan Singer                                                 | Tim Miller                                       | Bryan Singer                                                 | James Mangold                                   |
| Producent    | Lauren Shuler Donner Ralph Winter     | Lauren Shuler Donner Ralph Winter                               | Lauren Shuler Donner Ralph Winter Avi Arad | Lauren Shuler Donner Ralph Winter Hugh Jackman John Palermo Bryan Singer | Lauren Shuler Donner Bryan Singer Simon Kinberg Gregory Goodman                          | Lauren Shuler Donner Hutch Parker          | Lauren Shuler Donner Bryan Singer Simon Kinberg Hutch Parker | Lauren Shuler Donner Simon Kinberg Ryan Reynolds | Lauren Shuler Donner Bryan Singer Simon Kinberg Hutch Parker | Lauren Shuler Donner Simon Kinberg Hutch Parker |
| Författare   | David Hayter Tom DeSanto Bryan Singer | Michael Dougherty Dan Harris Zak Penn David Hayter Bryan Singer | Simon Kinberg Zak Penn                     | David Benioff Skip Woods                                                 | Ashley Edward Miller Zack Stentz Jane Goldman Matthew Vaughn Sheldon Turner Bryan Singer | Mark Bomback Scott Frank                   | Simon Kinberg Matthew Vaughn Jane Goldman                    | Rhett Reese Paul Wernick                         | Simon Kinberg Bryan Singer Dan Harris Michael Dougherty      |                                                 |
| Musik        | Michael Kamen                         | John Ottman                                                     | John Powell                                | Harry Gregson-Williams                                                   | Henry Jackman                                                                            | Marco Beltrami                             | John Ottman                                                  | Junkie XL                                        | John Ottman                                                  |                                                 |
| Filmfotograf | Newton Thomas Sigel                   | Newton Thomas Sigel                                             | Dante Spinotti                             | Donald M. McAlpine                                                       | John Mathieson                                                                           | Ross Emery                                 | Newton Thomas Sigel                                          | Ken Seng                                         | Newton Thomas Sigel                                          |                                                 |
| Speltid      | 104 minuter                           | 134 minuter                                                     | 104 minuter                                | 107 minuter                                                              | 132 minuter                                                                              | 126 minuter 138 minuter (Extended edition) | 131 minuter 142 minuter (The Rogue Cut)                      | 108 minuter                                      | 144 minuter                                                  | 137 minuter                                     |